# Uadynar

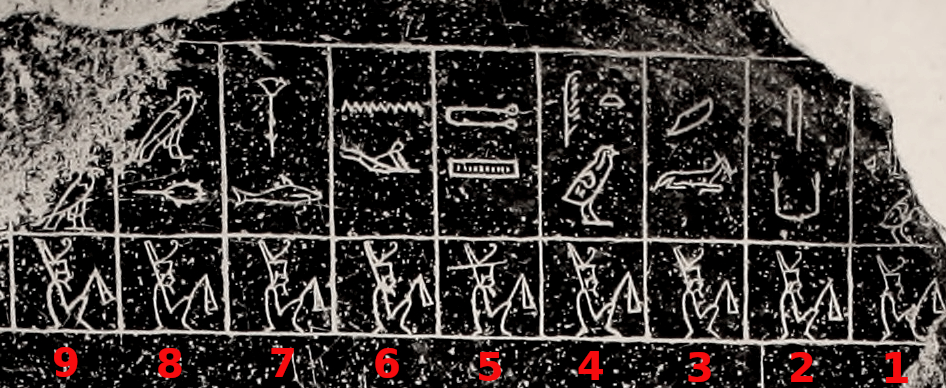
Ilustraciones de arte egipcio antiguo en 1902, Naqada III, piedra de Palermo

Uadynar o Nar fue un gobernante del periodo protodinástico de Egipto que reinó en el delta del Nilo.
Otras grafías de su nombre, en otros idiomas: Uadjin, Uatchnar, Uaznar, Ouadjandou, Wazner, Wazenez, Wenegbu, Wadjenedj.
Es mencionado en la Piedra de Palermo, una inscripción pétrea que contiene los nombres de varios mandatarios predinásticos del Bajo Egipto.
Los nombres que han perdurado de estos gobernantes, son: ...Pu, Seka, Jaau, Tiu, Tyesh, Neheb, Uadynar, Mejet, y ...A.

## Titulatura
| Titulatura | Jeroglífico | Transliteración (transcripción) - traducción - (referencias) |

|  |

|  |

|  |

|  |

|  |

|  |

|  |

|  |